# Michel Maillard
Pour les articles homonymes, voir Michel Maillard et Maillard.
Michel Maillard, né le 31 mai 1951, a enseigné comme professeur agrégé de lettres modernes au lycée Catherine et Raymond Janot de Sens (Yonne, Bourgogne-Franche-Comté). Il est l'auteur ou coauteur de plusieurs ouvrages ou manuels dans le secteur scolaire et parascolaire. Il a publié en juillet 2013 chez Edilivre un récit intitulé Œdipe ou le héros irréconcilié.
Il a été également fondateur et rédacteur en chef des Plumes du Canard, journal des lycées de Sens ainsi que le modérateur pour Typo (journal lycéen multimédia) pour l'Yonne.
Il est désormais retraité et profite de son temps libre pour s'adonner à ses passions, dont la pêche et l'écriture.

## Œuvres publiées chez Nathan
- Amphitryon, Molière (2009, parascolaire ; texte et analyse).
- Français Littérature 1re toutes séries (2007, manuel scolaire).
- Français 2de : Textes, méthode (2006, manuel scolaire).
- Traits et portraits au XVIIe siècle (2006, parascolaire ; analyse).
- Français : Littérature, 1re (2005, manuel scolaire).
- Français : Littérature, 2de (2004, manuel scolaire).
- Français : Littérature, 1re (2001, manuel scolaire).
- Genres et Mouvements : L'autobiographie et la biographie (2001, parascolaire ; analyse).
- Français : Littérature, 2de (2000, manuel scolaire).
- Le mythe antique dans une œuvre théâtrale du XXe siècle (1998, parascolaire ; analyse).
- Le drame romantique (1997, parascolaire ; analyse).
- Giraudoux (1997, parascolaire ; analyse).
- Electre, Jean Giraudoux (1994, parascolaire ; analyse).
- Sartre (1994, parascolaire ; analyse).
- Vendredi ou les limbes du Pacifique (1993, parascolaire ; analyse).
- Camus (1993, parascolaire ; analyse).
- Trois contes, Gustave Flaubert (1992, parascolaire ; analyse).
- Caligula, Albert Camus (1991, parascolaire ; analyse).

## Œuvres publiées chez Edilivre
- Œdipe ou le héros irréconcilié (2013, récit)

## Œuvres publiées chez Le Robert
- Dictionnaire des œuvres du XXe siècle (1995, coauteur).

## Article
- Le magazine littéraire "Les Electre modernes" (décembre 1997).